# پائولو پیزتی
 پائولو پیزتی (انگلیسی: Paolo Pizzetti؛ زاده ۲۴ ژوئیه ۱۸۶۰ درگذشته ۱۴ آوریل ۱۹۱۸) یک فیزیک‌دان اهل ایتالیا بود.